# Coffea arabica

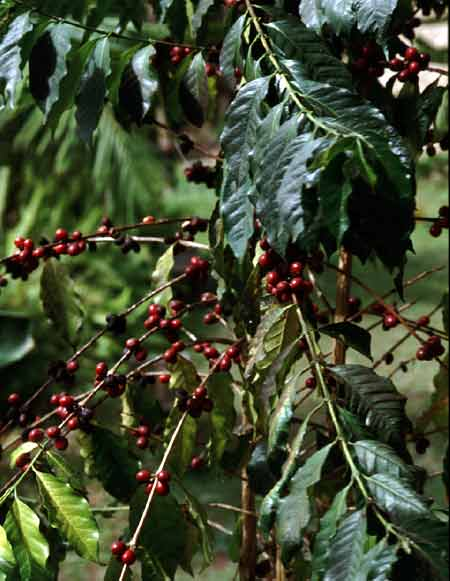
Frutos de cafeto in situ : hay 2 «granos de café» por fruto.

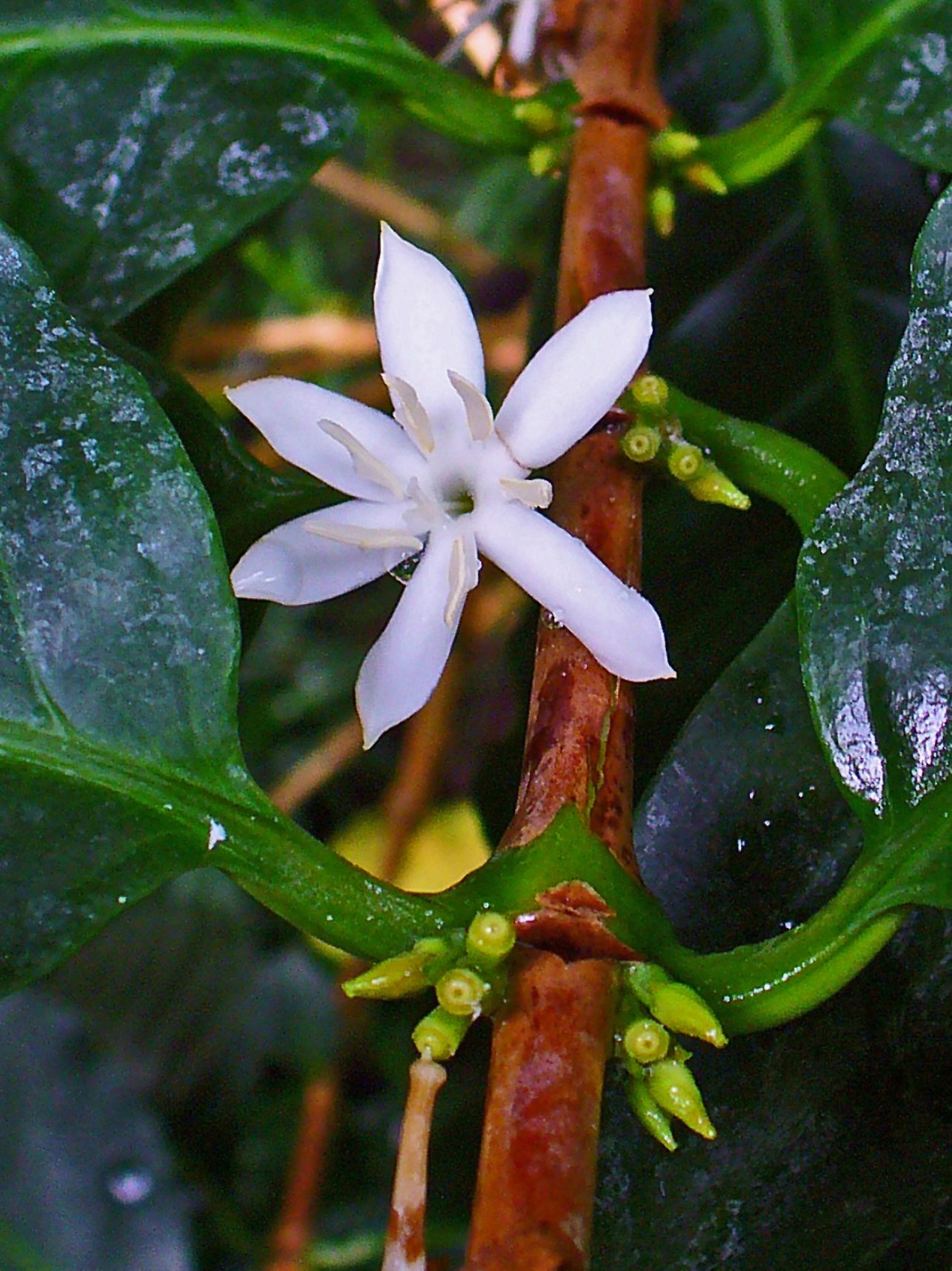
Detalle de la flor

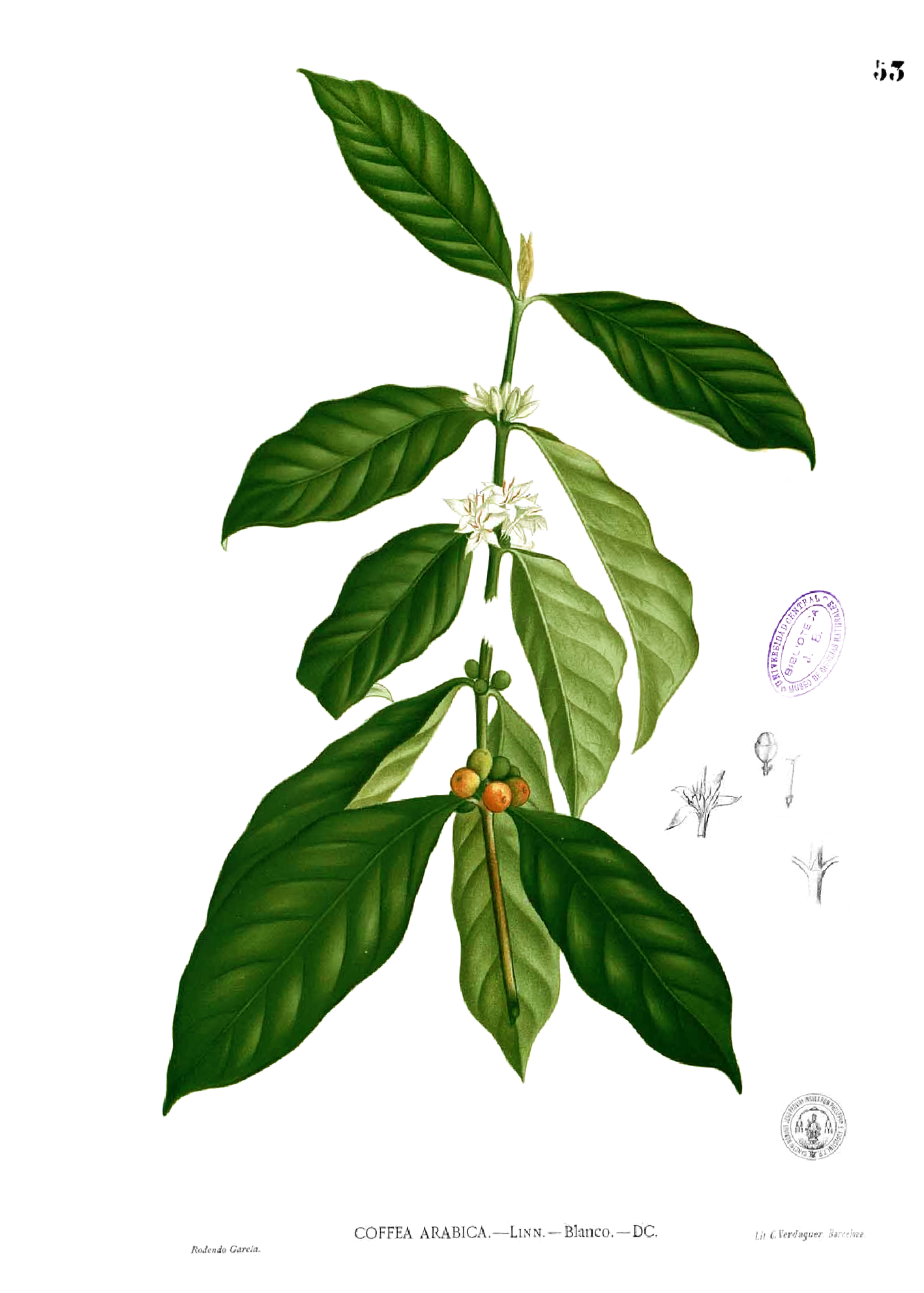
Coffea arabica en Francisco Manuel Blanco, Flora de Filipinas [...], Gran edición [...], (Atlas I), 1880-1883.

El cafeto arábico (Coffea arabica) es un arbusto de la familia de las rubiáceas nativo de Etiopía o Yemen; es la principal especie cultivada para la producción de café (obtenido a partir de las semillas tostadas) y la de mayor antigüedad en agricultura, datándose su uso a finales del I milenio en la península arábiga.

## Descripción
Alcanza entre 9 y 12 metros de altura en estado silvestre, con hojas opuestas y simples, ovales u oblongas, de color verde oscuro, borde ondulado, base obtusa y ápice acuminado. Las inflorescencias en cimas paucifloras, axilares. Produce una drupa carnosa y ovoide de color rojo brillante que contiene dos semillas. Los frutos de C. arabica contienen menos cafeína que otras especies cultivadas comercialmente. Contiene principalmente el compuesto cafestol aunque sus granos no contienen el derivado 16-O-Metilcafestol encontrado en otras variedades del café.
Aunque el café es originario de África del Este, su cultivo tiene gran importancia económica en Colombia, México, África, Estados Unidos, Brasil, Vietnam, Guatemala, Costa Rica y Honduras, países los cuales son los principales productores mundiales de café. 
Estados Unidos representa el mayor mercado mundial de café, seguido de Brasil, siendo este país asimismo el mayor productor de este cultivo en el mundo. Los países escandinavos y Finlandia son donde se consume más café por número de habitantes.

## Propiedades
El café tiene propiedades diuréticas y estimulante. La cafeína es un estimulante del sistema nervioso central, a nivel psíquico y también neuromuscular. Las sales potásicas le confieren un efecto diurético, reforzado por los ácidos clorogénicos, responsables de su actividad como colerético y expectorante. Aumenta la motilidad gástrica y el peristaltismo intestinal. En aplicación tópica es lipolítico. Indicado para astenia psicofísica, hipotensión arterial, bradicardia, disquinesias biliares, estreñimiento, bronquitis, intoxicación por opiáceos, depresión cardiorrespiratoria y adiposidades localizadas (celulitis). Las dosis excesivas pueden provocar palpitaciones, migraña, sueño irregular y desequilibrios cardíacos.[cita requerida]

## Taxonomía
Coffea arabica fue descrita por Carlos Linneo y publicado en Species Plantarum 1: 172. 1753.
Etimología
Coffea: nombre genérico que procede de la palabra Kafa el lugar donde descubrieron el café, quahwah en árabe clásico.
arabica: epíteto geográfico que alude a su localización en Arabia.
Sinonimia
- Coffea arabica f. abyssinica A.Chev., 1942
- Coffea arabica var. amarella A.Froehner, 1898
- Coffea arabica var. angustifolia Cramer, 1907
- Coffea arabica var. brevistipulata Cif., 1937
- Coffea arabica var. bourbon Rodr. ex Choussy, 1928
- Coffea arabica var. bullata Cramer, 1913
- Coffea arabica var. columnaris Ottol. ex Cramer, 1913
- Coffea arabica var. culta A.Chev., 1942, nom. inval.
- Coffea arabica var. cultoides A.Chev., 1942, nom. inval.
- Coffea arabica var. erecta Ottol. ex Cramer, 1913
- Coffea arabica var. latifolia A.Chev., 1942, nom. inval.
- Coffea arabica var. longistipulata Cif., 1937
- Coffea arabica var. maragogype A.Froehner, 1898
- Coffea arabica var. mokka Cramer, 1913
- Coffea arabica var. monosperma Ottol. & Cramer, 1913
- Coffea arabica var. murta Hort. ex Cramer, 1909
- Coffea arabica var. myrtifolia A.Chev., 1942, nom. inval.
- Coffea arabica var. pendula Cramer, 1913
- Coffea arabica var. polysperma Burck, 1890
- Coffea arabica var. pubescens Cif., 1937
- Coffea arabica var. purpurascens Cramer, 1913
- Coffea arabica var. rotundifolia Ottol. ex Cramer, 1907
- Coffea arabica var. straminea Miq. ex A.Froehner, 1898
- Coffea arabica var. sundana (Miq.) A.Chev., 1947
- Coffea arabica var. typica Cramer, 1913
- Coffea arabica var. variegata Ottol. ex Cramer, 1913
- Coffea bourbonica Pharm. ex Wehmer, 1911, nom. inval.
- Coffea corymbulosa Bertol., 1840
- Coffea laurifolia Salisb., 1796
- Coffea moka Heynh., 1846
- Coffea sundana Miq., 1857
- Coffea vulgaris Moench, 1794[6]

## Secuenciación
39 variedades de Coffea arabica se secuenciaron genéticamente en el 2024. El procedimiento también incluyó la secuenciación de un espécimen que usó Carlos Linneo en el siglo XVIII para darle nombre a la especie. Los resultados, publicados en Nature Genetics, permiten suponer que C. arabica se desarrolló hace más de 600 mil años en los bosques de Etiopía al cruzarse, de manera natural (hibridación natural) otras dos especies de café: Coffea canephora y Coffea eugenioides. La población de esta variedad aumentó y disminuyó durante el calentamiento y el enfriamiento de la Tierra durante miles de años, antes de cultivarse en Etiopía y en Yemen.